# Hammondantus psammophilus
Hammondantus psammophilus là một loài bọ cánh cứng trong họ Bọ hung (Scarabaeidae).